# Mount Heemskirk
Der Mount Heemskirk ist ein 721 Meter hoher Berg im Westen des australischen Bundesstaates Tasmanien.
Er liegt nahe der Westküste und wurde von Abel Tasman am 24. November 1642 als erste Landmarke der Insel erkannt. Der nächste Ort ist Zeehan in ungefähr 14 Kilometer (9 Meilen) Entfernung.

## Bergbau
Am Berg und auf der umgebenden Hochfläche wurde in den 1890er-Jahren und zu Beginn des 20. Jahrhunderts Zinnbergbau betrieben.